# Eppingen
Eppingen är en stad i Landkreis Heilbronn i regionen Heilbronn-Franken i Regierungsbezirk Stuttgart i förbundslandet Baden-Württemberg i Tyskland.  Eppingen, som för första gången nämns i ett dokument från år 985, har cirka 22 000 invånare.
Staden ingår i kommunalförbundet Eppingen tillsammans med kommunerna Ittlingen och Gemmingen.